# De woonboot
De woonboot is een single van de Nederlandse zanger Stef Ekkel uit 2006. Het stond in hetzelfde jaar als vierde track op het album Een koffer vol dromen.

## Achtergrond
De woonboot is geschreven door Jacques van Eijck en Rahayu. Het is een volkslied waarin de liedverteller zingt over de personen Nelis en Leentje, welke een woonboot kopen en deze vervolgens lek zien raken en uit de Amstel gehaald zien worden. Het lied is een bewerking van het Stadsfriese lied 't Woanskip van Irish Stew uit 1983. Op het lied wordt vaak op een speciale manier gedanst; er wordt drooggeroeid. Dit betekent dat mensen achter elkaar gaan zitten en een roeiende beweging maken. In 2018 werd het wereldrecord droogroeien op dit nummer behaald. De B-kant van de single is een remix van het lied door de dj Goldfinger.

## Hitnoteringen
Het lied had in Nederland bescheiden succes. Het piekte op de 29e plaats van de Single Top 100. Het stond achttien weken in deze hitlijst.